# Conactiodoria aleurites
Conactiodoria aleurites là một loài ruồi trong họ Tachinidae.